# Whitworth Ridge
Whitworth Ridge ist ein felsiger Gebirgskamm im ostantarktischen Mac-Robertson-Land. In der Porthos Range der Prince Charles Mountains ragt er 3 km nordöstlich des Mount Leckie auf.
Luftaufnahmen der Australian National Antarctic Research Expeditions aus dem Jahr 1956 dienten seiner Kartierung. Das Antarctic Names Committee of Australia benannte ihn nach dem Geophysiker Roy Whitworth (* 1930), der 1963 auf der Wilkes-Station tätig war.